# Sigismund von Dawans

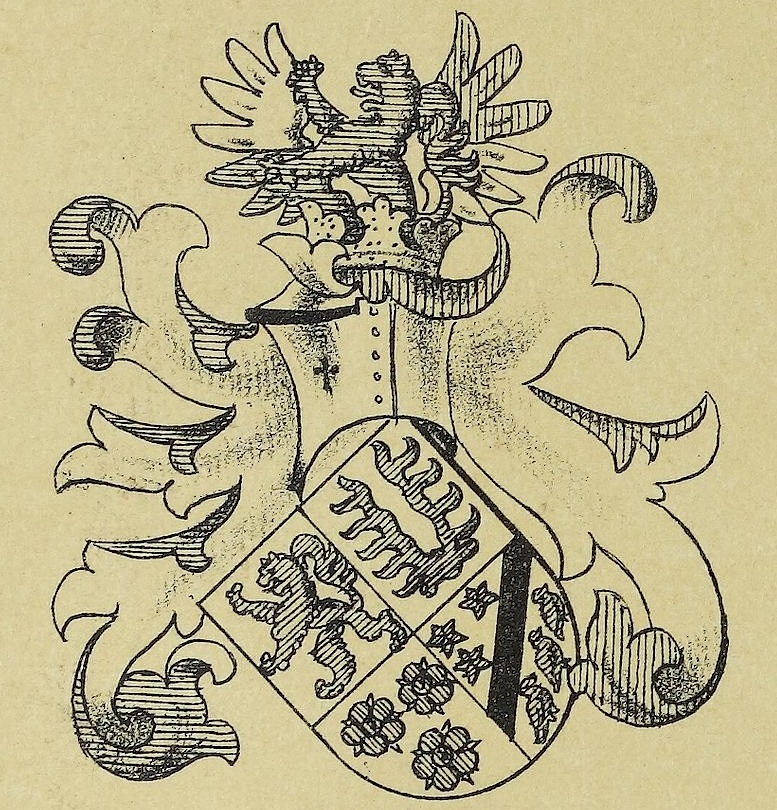
Armoiries de la famille von Dawans

Johann Joseph Gerhard Sigismund von Dawans (né le 3 juin 1744 à Oppenheim et mort le 24 février 1822 à Mannheim) est un fonctionnaire badois, qui est ministre des Finances du grand-duché de Bade de 1817 à 1819.

## Famille et origine
La famille Dawans vient probablement de Wallonie et a vécu à Toulouse et Marseille au XVIIIe siècle. L'orthographe française du nom était d'Arance. Le nom de famille utilisé en Allemagne est  Dawans ou Davans. En Allemagne, la famille remonte à un certain Carl Dawans décédé à Düsseldorf en 1731.
Dawans est le fils de Carl Adolph Dawans (1707-1752) et d'Anna Ludovica Amalia Weiss (morte en 1748).
Il épouse Helena Christina Domicella Wüst (1741-1802), avec qui il a cinq enfants:
- Helena Anna Franziska (1768-1837) mariée à Franz Arnold Freiherr von der Becke
- Bernhard (mort en 1809)[3]
- Johann Melchior (1769-1846) marié à Franziska Elisabeth Bernritter
- Franz Jakob (1770-1845) marié à Léopoldine Theresia von Pierron
- Anna (1777-1860)

## Biographie
En 1765, Dawans entre au service de l'électeur du Palatinat, Charles-Théodore, en tant que conseiller érudit au Dicastère de la cour. À l'automne 1791, il est envoyé au grand-bailliage de Simmern en tant que commissaire extraordinaire du gouvernement. Ici, les paroisses s'étaient révoltées contre un commis foncier corrompu et Dawans réorganise le grand-bailliage, financièrement désolé. En 1791, il devient également un éminent conseiller du gouvernement et juge d'appel principal à la Cour d'appel du Haut-Palatinat; Le 7 juillet 1792? Dawans est anobli et élevé au rang de chevalier par l'électeur Charles-Théodore et est à partir de là, Edler von Dawans. À partir de 1800, Dawans est conseiller du gouvernement rhénan de l'électorat palatin à Mannheim et en 1802 comme directeur du gouvernement de la députation constitutionnelle de Mannheim, qui est chargée des questions de souveraineté de l'État, de la police et des tâches fiscales.
En 1803, les régions de la rive droite du Rhin du Palatinat passent sous la juridiction de l'électorat de Bade et Dawans entre en son service. En 1805, Dawans est directeur élections de la cour électorale de Baden dans l'administration provinciale du comté du Palatinat. Le 25 novembre 1806, il est nommé au poste de véritable conseiller privé 2e classe du grand-duché de Bade. Par décret souverain du 13 octobre 1807, Dawans est nommé directeur du gouvernement du comté de Palatinat. En 1808, il succéde à Karl von Hacke à la présidence de la Commission de démolition de Mannheim, qui organise le démantèlement des murs et des remparts de la forteresse. En 1811, Dawans est l'un des 14 membres du Conseil d'État.
Le grand-duc Charles transfère le conseiller d'État Dawans à la direction provisoire du ministère des finances le 15 juillet 1817, après que le précédent titulaire, Ernst Philipp von Sensburg (de), a repris le ministère de l'Intérieur dans le cabinet Berstett (de). La nomination de Dawans, à 73 ans, est une solution temporaire, car le candidat préféré du Grand-Duc pour le poste, Karl Wilhelm Marschall von Bieberstein (de), a refusé de prendre la relève. Avec la nomination de son successeur, Karl Friedrich von Fischer (de), Dawans est devient un membre extraordinaire du ministère d'État.